# Episodi di Le avventure di Black Beauty (seconda stagione)
La seconda stagione della serie televisiva Le avventure di Black Beauty è stata trasmessa in anteprima nel Regno Unito dalla Independent Television tra il 23 settembre 1973 e il 27 marzo 1974.
| nº | Titolo originale                | Titolo italiano | Prima TV UK       | Prima TV Italia |
| -- | ------------------------------- | --------------- | ----------------- | --------------- |
| 1  | A Member of the Family (Part 1) |                 | 23 settembre 1973 |                 |
| 2  | A Member of the Family (Part 2) |                 | 30 settembre 1973 |                 |
| 3  | The Outcast                     |                 | 7 ottobre 1973    |                 |
| 4  | Good Neighbours                 |                 | 14 ottobre 1973   |                 |
| 5  | Mission of Mercy                |                 | 21 ottobre 1973   |                 |
| 6  | Battle of Wills                 |                 | 28 ottobre 1973   |                 |
| 7  | The Medicine Man                |                 | 4 novembre 1973   |                 |
| 8  | Out of the Night                |                 | 11 novembre 1973  |                 |
| 9  | Panic                           |                 | 18 novembre 1973  |                 |
| 10 | The Challenge                   |                 | 25 novembre 1973  |                 |
| 11 | Pocket Money                    |                 | 2 dicembre 1973   |                 |
| 12 | The Quarry                      |                 | 9 dicembre 1973   |                 |
| 13 | The Secret of Fear              |                 | 16 dicembre 1973  |                 |
| 14 | Lost (Part 1                    |                 | 23 dicembre 1973  |                 |
| 15 | Lost (Part 2)                   |                 | 23 dicembre 1973  |                 |
| 16 | Lost Goddess                    |                 | 30 dicembre 1973  |                 |
| 17 | Where's Jonah?                  |                 | 6 gennaio 1974    |                 |
| 18 | The Horse Breaker               |                 | 20 gennaio 1974   |                 |
| 19 | A Long Hard Run                 |                 | 27 gennaio 1974   |                 |
| 20 | Goodbye Beauty                  |                 | 3 febbraio 1974   |                 |
| 21 | The Escape                      |                 | 10 febbraio 1974  |                 |
| 22 | A Ribbon for Beauty             |                 | 17 febbraio 1974  |                 |
| 23 | The Last Charge                 |                 | 3 marzo 1974      |                 |
| 24 | Race Against Time               |                 | 3 marzo 1974      |                 |
| 25 | Game of Chance                  |                 | 10 marzo 1974     |                 |
| 26 | The Last Roundup                |                 | 27 marzo 1974     |                 |